# 菜公村 (嘉義縣)
23°32′14.8″N 120°20′40.3″E / 23.537444°N 120.344528°E
菜公村是台灣省嘉義縣新港鄉轄下的行政區，面積約3.952231平方公里，行政區包含8鄰，人口約1,147人。

## 地理
菜公村位於嘉義縣新港鄉中央偏東。1982年，嘉義市升格為省轄市後，縣、市分立，嘉義縣政府尋覓新縣治地點時，何嘉榮縣長曾經同意將縣中心設在菜公村的附近，但由於菜公村幾乎為私人土地，考量到徵收困難而打消此念頭。菜公村由老聚落，菜公厝，咬仔竹，寮仔和新興的建昌和泰港等聚落組成，人口約一千兩百人左右，總共8鄰，菜公厝就佔了3鄰，是菜公村最大的聚落。

## 聚落歷史
菜公村的江家祖先來自中國福建省永定縣高頭鄉的東山和南山，所以設了兩個不同的江姓祠堂，但堂號皆為濟陽堂。
位在菜公厝路東方的祖先多半早期來自東山，西半部多來自南山，早期還有設祠堂，因年代已久，雖然有整修幾次，但還是在921大地震時，被震裂了。最近又有成立了委員會，準備重建。

## 教育
菜公村沒有官方設立的教育機構，學區劃分於新港國小、新港國中。

## 文化資源
新港香藝文化園區：由陳文忠家族成立於西元2008年，將傳統製香產業轉型為推廣香藝文化的現代化園區。